# Telefunken-Hochhaus
Telefunken-Hochhaus var tidigare kontor för Telefunken men är idag en av Technische Universität Berlins byggnader. Telefunken-Hochhaus ligger vid Ernst-Reuter-Platz. Högst upp i den 80 meter höga byggnaden finns en personalmatsal med panoramautsikt över Berlin. Telefunken-Hochhaus byggdes 1958-1960
Telefunken-Hochhaus byggdes som huvudkontor för AEG:s dotterbolag Telefunken och användes senare av AEG-Telefunken sedan företagen fusionerats. 1975 såldes byggnaden till Berlins senat och idag används den av TU Berlin och flera andra institutioner. Byggnaden ritades av Paul Schwebes och Hans Schoszberger som utgick från Ernst-Reuter-Platz som skapads av Bernhard Hermkes. När byggnaden stod klar var det Berlins högsta kontorsbyggnad.